# Joseph Bédier
Charles Marie Joseph Bédier (Parijs, 28 januari 1864 - Le Grand-Serre, 29 augustus 1938) was een Frans literatuurhistoricus. Hij was een specialist van de Franse literatuur in de middeleeuwen; de moderne theorieën in verband met de fabel en de chanson de geste zijn aan zijn onderzoeken ontleend.

## Levensloop
Bédier werd in Parijs geboren uit Bretoense ouders. Een groot deel van zijn jeugd bracht hij door op het eiland Réunion waar zijn ouders zich hadden gevestigd. 
Nadat hij afgestudeerd was aan het Lycée Louis-le-Grand schreef Bédier zich in aan de École normale supérieure in de Franse hoofdstad en behaalde er een aggregaat. Hij bezocht vervolgens verscheidene conferenties georganiseerd door de École pratique des hautes études en ging Middeleeuwse Franse literatuur studeren aan het Collège de France waar hij een leerling was van Gaston Paris die hij bewonderde en die een grote invloed op hem zou uitoefenen.
Van 1889 tot 1891 doceerde Bédier Middeleeuwse Franse literatuur aan de pas opgerichte Universiteit van Fribourg. Zijn diepe beleving van het agnosticisme botste er regelmatig met de religieuze atmosfeer die er heerste. Hij keerde terug naar Frankrijk en ging naar de Universiteit van Caen waar hij conferentieleider werd. In 1893 schreef hij zijn eerste grote werk Les fabliaux, études de littérature populaire et d’histoire littéraire du Moyen Âge waarin hij aantoonde dat de middeleeuwse fabels niet veelal in de Oosterse landen ontstonden maar overal kunnen ontstaan zijn. Omstreeks 1895 werd hij conferentieleider aan de École normale supérieure en in 1903 volgde hij Gaston Paris op als hoogleraar Middeleeuwse Franse taal en literatuur aan het Collège de France.
Bédier publiceerde veel in Romania, het tijdschrift dat door Gaston Paris was opgericht en in de Revue des deux Mondes. In zijn hoofdwerk, het vierdelige Légendes épiques dat verscheen tussen 1908 en 1913, bestudeerde hij de totstandkoming van de Oudfranse heldendichten, de zogenaamde chansons de geste. Hij toonde aan dat deze niet ontleend waren van oudere zangen maar van oorsprong uit de 11e en 12e eeuw stamden en door monniken via de pelgrimsroutes werden verspreid. De bekende Spaanse literatuurhistoricus Ramón Menéndez Pidal zette zich sterk af tegen deze theorie en bleef in het werk La Chanson de Roland y el neotradicionalismo bij zijn stelling dat een traditie van legenden de chansons de geste voorafging.
Middeleeuwse werken zoals Tristan en Isolde en La Chanson de Roland werden door Bédier naar het moderne Frans vertaald.
Tijdens de Eerste Wereldoorlog was Bédier in dienst van het Franse ministerie van Oorlog waar gebruik werd gemaakt van zijn goede kennis van het Duits. Hij bleef er tot in 1920 en wijdde zich daarna terug aan zijn literair-historische onderzoeken. Datzelfde jaar werd hij eveneens verkozen tot lid van de Académie française. Vanaf 1921 leidde hij samen met Marcel Prévost het literaire tijdschrift Revue de France. Samen met Paul Hazard schreef hij in 1923 en 1924 het tweedelige naslagwerk Histoire de la littérature française. In 1929 werd hij directeur van het Collège de France, een functie die hij tot aan zijn pensioen in 1936 uitoefende.
Bédier stierf in 1938 op 74-jarige leeftijd aan de gevolgen van een beroerte.

## Werken
- Le lai de l’ombre, 1890
- Le fabliau de Richeut, 1891
- Les fabliaux, études de littérature populaire et d’histoire littéraire du Moyen Âge, 1893
- De Nicolao Museto, francogallico carminum scriptore, 1893
- Le roman de Tristan et Iseut, 1900
- Le roman de Tristan par Thomas, 2 delen, 1902-1905
- Études critiques, 1903
- Les deux poèmes de la folie Tristan, 1907
- Légendes épiques, recherches sur la formation des chansons de geste, 4 delen, 1908-1913
- Les chansons de croisade, 1909
- Les chansons de Colin Muset, 1912
- Les crimes allemands d’après les témoignages allemands, 1915
- Comment l’Allemagne essaie de justifier ses crimes, 1915
- L’Effort français, 1919
- La Chanson de Roland, 1920
- La Chanson de Roland, 1922 (naar het Oxfordhandschrift)
- Histoire de la littérature française, 2 delen, 1923-1924 (samen met Paul Hazard)
- Commentaires sur la Chanson de Roland, 1927